# Cap'n Jazz
Cap'n Jazz foi uma das bandas do cenário emocore e indie rock de Chicago, muito popular na região no começo da década de 1990. Formada pór Tim Kinsella (vocais), Samuel Zurick (baixo), Mike Kinsella (bateria e vocais), Victor Villareal (guitarra e vocais), e Davey vonBohlen (guitarra e vocais).

## História
A primeira gravação do grupo foi um EP de 7", chamado "Boys 16/18 Years... Age of Action" foi lançado em 1993 pelo selo Further Beyond Records. Porém, eles atingiram um público muito maior em 1998 (ironicamente, três anos depois que a banda havia se separado), quando Jade Tree Records lançou "Analphabetapolothology". Esse álbum duplo incluia toda discografia da banda, incluindo faixas gravadas ao vivo e/ou inéditas, além do relançamento do único álbum completo da banda, Burritos, inspiration point, fork balloon sports, cards in the spokes, automatic biographies, kites, kung fu, trophies, banana peels we've slipped on and egg shells we've tippy toed over. (Shmap'n Shmazz). Apesar do talento e da influência em sua própria cidade, Cap'n Jazz também é notável pelas carreiras importantes que ex-membros da banda seguiram após o término da banda em 1995, principalmente em Make Believe, The Promise Ring, American Football, Owls e Joan of Arc.

## Discografia

### Compilações
- Achtung Zwei!
- How The Midwest Was Won 2x7" (released on Subfusc/Kiss of Winter, 1993)
- Picking More Daisies 2x7" (released on Further Beyond Records, 1993)
- It's a Punk Thing You Wouldn't Understand
- Ghost Dance 2x7" (released on Slave Cut Records)
- A Very Punk Christmas 2x7" (released on Rocco/Further Beyond Records)
- Punk TV
- We've Lost Beauty LP (released on File 13 Records)
- Ooh Do I Love You 2xCD (released on CoreForCare Records)
- Analphabetapolothology 2xCD ANTHOLOGY (released on Jade Tree Records, 1998)

### EP's 7"
- Boys 16–18 years...Age of Action (released on Further Beyond Records, 1993)
- We Are Scientists (released on Underdog Records)

### Álbuns
- Shmap'n Shmazz (released on Man With Gun Records)